# Anacronia
Anacronia é a não coincidência da ordem dos acontecimentos com a ordem contada na história.